# Packard 300
 (juin 2024).
La mise en forme du texte ne suit pas les recommandations de Wikipédia : il faut le « wikifier ».
Les points d'amélioration suivants sont les cas les plus fréquents. Le détail des points à revoir est peut-être précisé sur la page de discussion.
- Les titres sont pré-formatés par le logiciel. Ils ne sont ni en capitales, ni en gras.
- Le texte ne doit pas être écrit en capitales (les noms de famille non plus), ni en gras, ni en italique, ni en « petit »…
- Le gras n'est utilisé que pour surligner le titre de l'article dans l'introduction, une seule fois.
- L'italique est rarement utilisé : mots en langue étrangère, titres d'œuvres, noms de bateaux, etc.
- Les citations ne sont pas en italique mais en corps de texte normal. Elles sont entourées par des guillemets français : « et ».
- Les listes à puces sont à éviter, des paragraphes rédigés étant largement préférés. Les tableaux sont à réserver à la présentation de données structurées (résultats, etc.).
- Les appels de note de bas de page (petits chiffres en exposant, introduits par l'outil «  Source ») sont à placer entre la fin de phrase et le point final[comme ça].
- Les liens internes (vers d'autres articles de Wikipédia) sont à choisir avec parcimonie. Créez des liens vers des articles approfondissant le sujet. Les termes génériques sans rapport avec le sujet sont à éviter, ainsi que les répétitions de liens vers un même terme.
- Les liens externes sont à placer uniquement dans une section « Liens externes », à la fin de l'article. Ces liens sont à choisir avec parcimonie suivant les règles définies. Si un lien sert de source à l'article, son insertion dans le texte est à faire par les notes de bas de page.
- La présentation des références doit suivre les conventions bibliographiques. Il est recommandé d'utiliser les modèles {{Ouvrage}}, {{Chapitre}}, {{Article}}, {{Lien web}} et/ou {{Bibliographie}}. Le mode d'édition visuel peut mettre en forme automatiquement les références.
- Insérer une infobox (cadre d'informations à droite) n'est pas obligatoire pour parachever la mise en page.

Pour une aide détaillée, merci de consulter Aide:Wikification.
Si vous pensez que ces points ont été résolus, vous pouvez retirer ce bandeau et améliorer la mise en forme d'un autre article.
La Packard 300 est un véhicule automobile fabriqué et commercialisé par la Packard Motor Car Company de Détroit, Michigan, durant les années modèles 1951 et 1952. En tant que modèle de haut de gamme de Packard, la 300 proposait des équipements supérieurs par rapport aux modèles Packard 200 ou Packard 250, et succédait au Packard Super Eight. Pendant ce temps, le Packard Patrician 400 a été désigné comme le modèle « senior » de Packard de niveau supérieur, remplaçant le Custom Super Eight.
La Packard 300 était directement positionnée en concurrence avec des modèles tels que la Buick Roadmaster, la Cadillac Série 61, la Chrysler Saratoga, la Frazier Manhattan et la Lincoln Cosmopolitan.
Pour les années modèles 1955 et 1956, la Packard 300 a été exclusivement produite en tant que berline à quatre portes, reposant sur l'empattement de 3 200 mm caractéristique des véhicules Packard. Ce modèle incluait les équipements de base des gammes 200 et 200 Deluxe, et se distinguait par des caractéristiques telles que des vitres teintées, un porte-robe pour les passagers arrière, ainsi que des tissus intérieurs à rayures. Sur le plan esthétique, la voiture était ornée de enjoliveurs complets et de l'élément décoratif emblématique de Packard, la « Winged Goddess », un capot décoré en forme de cormoran.
La Packard 300 se distinguait également par sa lunette arrière enveloppante, partagée avec les modèles Patrician. À partir de 1951, tous les modèles Packard étaient équipés de poignées de porte extérieures intégrées dans une ceinture de caisse en acier inoxydable, s'étendant le long du bas du pare-brise, des vitres latérales et de la lunette arrière. 
Au cours des deux années mentionnées, la puissance de la voiture provenait principalement du moteur Super Eight vénérable de Packard, connu sous le nom de « Thunderbolt », un huit cylindres en ligne d'une cylindrée de 5 360 cm3, partagé avec la gamme 250. La transmission standard était une boîte de vitesses manuelle à trois rapports, tandis que la transmission automatique Ultramatic de Packard constituait une option supplémentaire proposée aux acheteurs.
En totalité, 22 309 exemplaires du Packard 300 furent fabriqués au cours des deux années où le modèle fut commercialisé. Le chiffre de 15 309 unités vendues en 1951 constitue un pic notable pour le modèle 300. Le prix de vente du 300 était de 3 034 $ (équivalent à 35 614 $ en dollars de 2016), incluant un système de chauffage, un dégivreur, une radio AM à recherche de signal, des lave-glaces, des jupes d'aile de roue arrière, des anneaux d'enjoliveur, des enjoliveurs complets, ainsi que des pneus à flancs blancs disponibles en option.
En 1953, le modèle 300 fut rebaptisé Cavalier, marquant une évolution dans la nomenclature des modèles chez Packard, qui s'éloignait de sa numérotation stricte.

## Packard Cavalier
Le Packard Cavalier est une voiture fabriquée par la Packard Motor Car Company de Detroit, Michigan, pendant les années 1953 et 1954. Disponible exclusivement en tant que berline à quatre portes, la Cavalier a succédé au modèle Packard 300 qui avait été commercialisé entre 1951 et 1952 en tant que véhicule de milieu de gamme chez Packard. Elle a été remplacée à son tour par le Packard Executive.

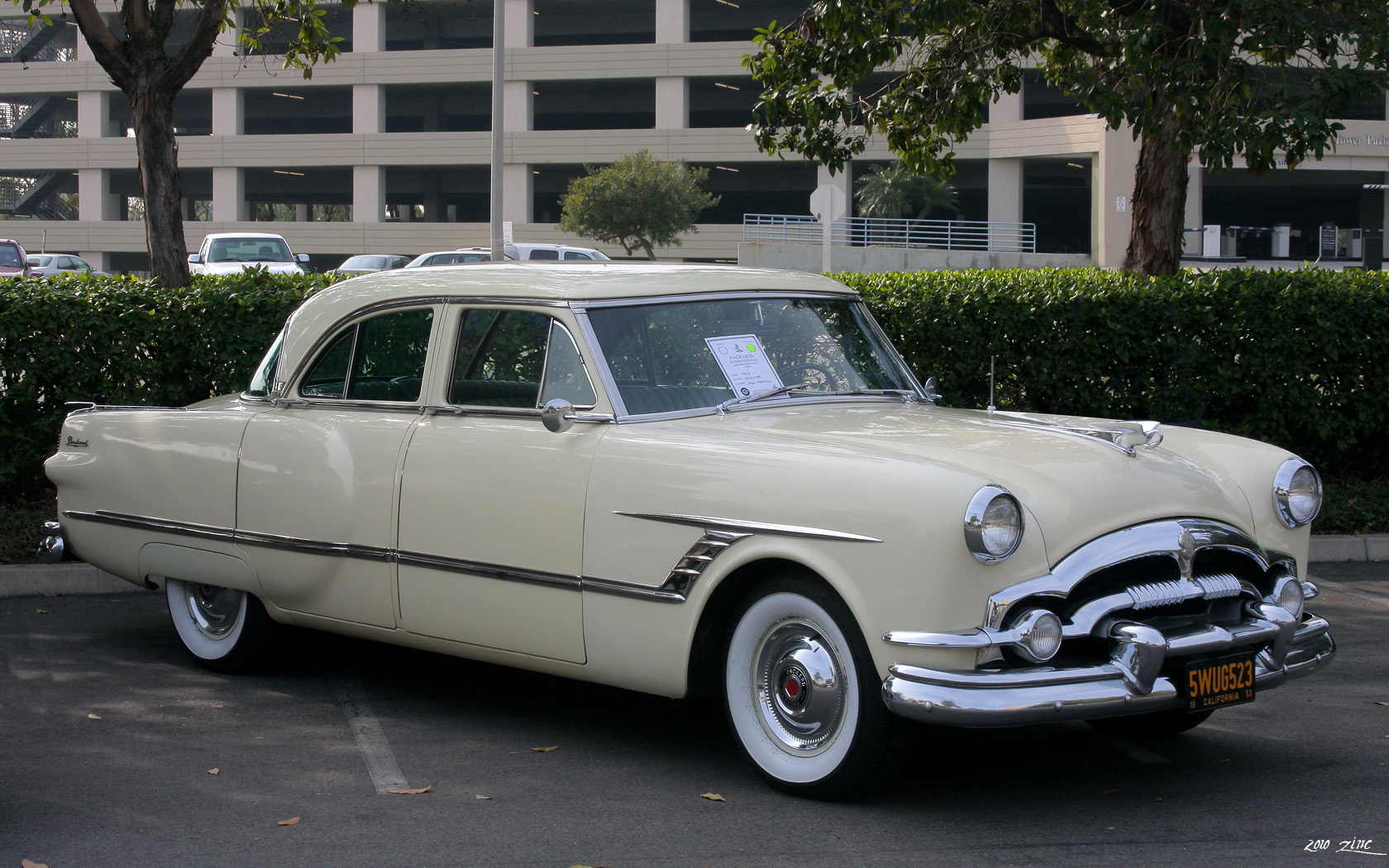
Packard Cavalier de 1953.

En 1953, le modèle Packard Cavalier se distinguait aisément des autres véhicules de la marque par sa garniture latérale chromée distinctive ainsi que par un aileron en forme de « queue de poisson » ajouté à ses feux arrière, élément partagé avec l'ensemble de la gamme Packard de cette année-là. 
Packard a également introduit une sous-série nommée Cavalier, regroupant trois autres modèles Packard qui étaient commercialisés sous diverses dénominations :
- Le cabriolet Packard Caribbean à deux portes est dérivé du concept-car Packard Pan-American, conçu avec une carrosserie par Mitchell-Bentley d'Utica, Michigan.
- Le Packard Mayfair est dérivé du Clipper Deluxe à deux portes, tout en offrant un intérieur luxueux enrichi par l'utilisation de tissus de qualité supérieure et de garnitures chromées.

Au cours de l'année modèle 1953, un modèle cabriolet, basé sur la finition Cavalier, a été introduit, affichant un prix inférieur à celui de la Caribbean. 

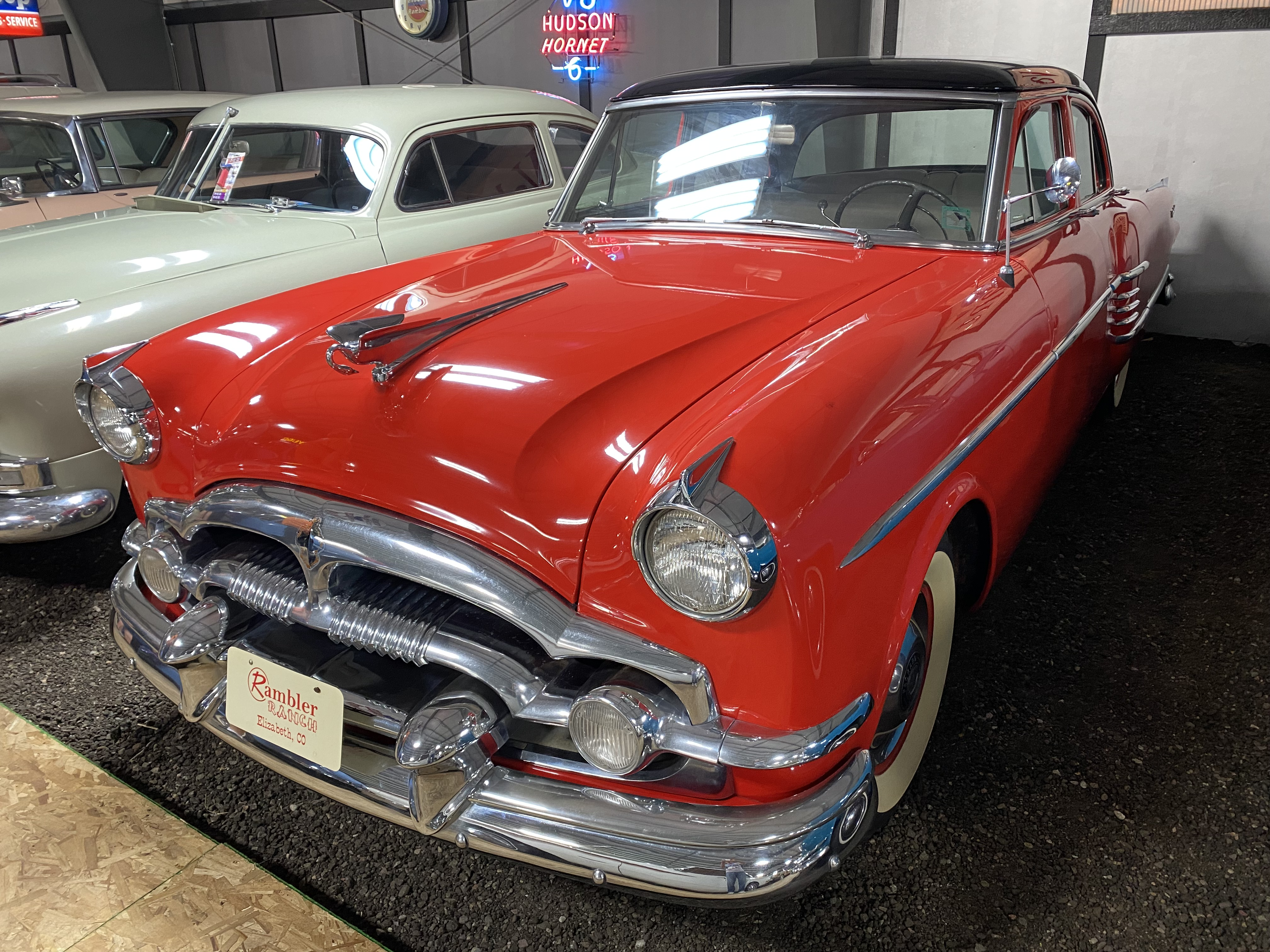
Packard Cavalier 1954.

En 1954, la voiture Cavalier fut réintroduite exclusivement en tant que berline quatre portes. Simultanément, sa sous-série fut supprimée et la Caribbean fut intégrée à la gamme senior de Packard, où elle demeura jusqu'au transfert de la production à South Bend en 1956. Le Cavalier de 1954 se distinguait par une garniture en forme de « slash » sur les portières arrière. Il partageait le même empattement de 127 pouces (3 226 mm) que la série haut de gamme Patrician, mais était propulsé par un moteur huit cylindres en ligne similaire à celui du Clipper. Ce moteur, un I8 de 5,4 L (327 pouces cubes), équipé d'un carburateur Carter à quatre corps, délivrait 185 ch (138 kW; 188 ch). 
Pour l'année modèle 1955, le nom Cavalier a été discontinué et la gamme a été intégrée à la série Packard Clipper Custom.